# Chung Hoon
Chung Hoon (en coreano: 정훈; 29 de abril de 1969) es un deportista surcoreano que compitió en judo.
Participó en los Juegos Olímpicos de Barcelona 1992, obteniendo una medalla de bronce en la categoría de –71 kg. En los Juegos Asiáticos consiguió dos medallas en los años 1990 y 1994.
Ganó dos medallas en el Campeonato Mundial de Judo en los años 1991 y 1993, y una medalla en el Campeonato Asiático de Judo de 1991.

## Palmarés internacional
| Juegos Olímpicos    | Juegos Olímpicos   | Juegos Olímpicos  | Juegos Olímpicos |
| Año                 | Lugar              | Medalla           | Categoría        |
| ------------------- | ------------------ | ----------------- | ---------------- |
| 1992                | Barcelona (España) | Medalla de bronce | –71 kg           |
| Campeonato Mundial  |                    |                   |                  |
| Año                 | Lugar              | Medalla           | Categoría        |
| 1991                | Barcelona (España) | Medalla de bronce | –71 kg           |
| 1993                | Hamilton (Canadá)  | Medalla de oro    | –71 kg           |
| Juegos Asiáticos    |                    |                   |                  |
| Año                 | Lugar              | Medalla           | Categoría        |
| 1990                | Pekín (China)      | Medalla de oro    | –71 kg           |
| 1994                | Hiroshima (Japón)  | Medalla de oro    | –71 kg           |
| Campeonato Asiático |                    |                   |                  |
| Año                 | Lugar              | Medalla           | Categoría        |
| 1991                | Osaka (Japón)      | Medalla de oro    | –71 kg           |